# Pod Kazbalem
Pod Kazbalem je přírodní památka západně od obce Uhelná Příbram v okrese Havlíčkův Brod. Oblast spravuje Krajský úřad Kraje Vysočina. Důvodem ochrany je fragment vlhkých luk v povodí Hostačovky.